# Задница обезьяны
Задница обезьяны (англ. Monkey's Bum) — разновидность современной защиты (защиты Робача), шахматного дебюта. В широком смысле в это понятие можно включить любой подход против современной защиты, включающий ранние Сc4 и Фf3 с угрозой детского мата, в более строгом смысле  определяется последовательностью ходов:
1. e4 g6
2. Сc4 Сg7
3. Фf3 e6
4. d4 Сxd4
5. Кe2 Сg7
6. Кbc3
Отложенная задница обезьяны — более солидный вариант, в котором белые развивают ферзевого коня перед ходом Сc4 и Фf3.

## Происхождение
«Задница обезьяны» была предложена международным мастером и гроссмейстером по переписке Найджелом Пова в 1970-х годах во время волны популярности «современной защиты». В 1972 году, после того как Кин и Боттерилл опубликовали книгу «Современная защита», Пова начал искать ответ на этот дебют. В партии Любоевич — Кин, Пальма-де-Мальорка, 1971, которая началась 1.e4 g6 2.d4 d6 3. Сc4 Сg7 4.f4 Кf6 и в итоге закончилась вничью. Заинтригованный ранним ходом Любоевича Сc4, Пова начал исследовать быструю атаку на поле f7 ходом 3. Фf3. Когда он показал первые несколько ходов Кену Коутсу, своему другу из Лидса, Коутс заявил: «Если это сработает, то я обезьянья задница!». Название прижилось. «Обезьянья задница» впервые появился в печати пятью годами позже в британском шахматном журнале. Пова написал статью по теории «обезьяньей задницы», в которой заявил, что, хотя он пока ни разу не проигрывал с этим вариантом, дебют все ещё находился «в зачаточном состоянии».

## Анализ
В игре этом дебюте идея белых состоит в том, чтобы получить активную фигурную игру, пожертвовав пешку d4, как в гамбите Морра. На практике такая компенсация оказывается недостаточной, о чём свидетельствует следующая партия:
Найджел Пова — Шимон Каган, Бирмингем, 1977 г.
1.e4 g6 2. Сc4 Сg7 3. Фf3 e6 4.d4 Сxd4 5. Кe2 Сg7 6. Кbc3 Кc6 7. Сf4 Кe5 8. Сxe5 Сxe5 9. Фe3 d6 10.0-0-0 Сd7 11.f4 Сg7 12.g4 a6 13.h4 b5 14. Сb3 a5 15.a4 bxa4 16. Кxa4 h5 17.e5 Кh6 18.exd6 Кxg4 19. Фc5 c6 20. Кd4 Сxd4 21. Лxd4 0-0 22. Кb6 Лb8 23. Кxd7 Фxd7 24. Сa4 Фb7 25.b3 Фb6 26. Фxb6 Лxb6 27. Лc4 Лd8 28. Сxc6 Лxd6 29. Сf3 Кe3 30. Лa4 Лb4 31. Лxa5 Лxf4 32. Сb7 Лb6 33. Сa8 Кf5 34. Крb2 Кxh4 35. Ка3 Кf5 36.c4 Кd4 37. Лb1 Кc2+ 38. Крa2 Кb4+ 39. Крb2 Лb8 40.c5 Кd3+ 0-1

## Отложенная задница обезьяны
|   | a | b | c | d | e | f | g | h |   |
| - | --- | --- | --- | --- | --- | --- | --- | --- | - |
| 8 | a8 чёрная ладья · b8 чёрный конь · c8 чёрный слон · d8 чёрный ферзь · e8 чёрный король · g8 чёрный конь · h8 чёрная ладья · a7 чёрная пешка · b7 чёрная пешка · e7 чёрная пешка · f7 чёрная пешка · g7 чёрный слон · h7 чёрная пешка · c6 чёрная пешка · d6 чёрная пешка · g6 чёрная пешка · c4 белый слон · d4 белая пешка · e4 белая пешка · c3 белый конь · f3 белый ферзь · a2 белая пешка · b2 белая пешка · c2 белая пешка · f2 белая пешка · g2 белая пешка · h2 белая пешка · a1 белая ладья · c1 белый слон · e1 белый король · g1 белый конь · h1 белая ладья | a8 чёрная ладья · b8 чёрный конь · c8 чёрный слон · d8 чёрный ферзь · e8 чёрный король · g8 чёрный конь · h8 чёрная ладья · a7 чёрная пешка · b7 чёрная пешка · e7 чёрная пешка · f7 чёрная пешка · g7 чёрный слон · h7 чёрная пешка · c6 чёрная пешка · d6 чёрная пешка · g6 чёрная пешка · c4 белый слон · d4 белая пешка · e4 белая пешка · c3 белый конь · f3 белый ферзь · a2 белая пешка · b2 белая пешка · c2 белая пешка · f2 белая пешка · g2 белая пешка · h2 белая пешка · a1 белая ладья · c1 белый слон · e1 белый король · g1 белый конь · h1 белая ладья | a8 чёрная ладья · b8 чёрный конь · c8 чёрный слон · d8 чёрный ферзь · e8 чёрный король · g8 чёрный конь · h8 чёрная ладья · a7 чёрная пешка · b7 чёрная пешка · e7 чёрная пешка · f7 чёрная пешка · g7 чёрный слон · h7 чёрная пешка · c6 чёрная пешка · d6 чёрная пешка · g6 чёрная пешка · c4 белый слон · d4 белая пешка · e4 белая пешка · c3 белый конь · f3 белый ферзь · a2 белая пешка · b2 белая пешка · c2 белая пешка · f2 белая пешка · g2 белая пешка · h2 белая пешка · a1 белая ладья · c1 белый слон · e1 белый король · g1 белый конь · h1 белая ладья | a8 чёрная ладья · b8 чёрный конь · c8 чёрный слон · d8 чёрный ферзь · e8 чёрный король · g8 чёрный конь · h8 чёрная ладья · a7 чёрная пешка · b7 чёрная пешка · e7 чёрная пешка · f7 чёрная пешка · g7 чёрный слон · h7 чёрная пешка · c6 чёрная пешка · d6 чёрная пешка · g6 чёрная пешка · c4 белый слон · d4 белая пешка · e4 белая пешка · c3 белый конь · f3 белый ферзь · a2 белая пешка · b2 белая пешка · c2 белая пешка · f2 белая пешка · g2 белая пешка · h2 белая пешка · a1 белая ладья · c1 белый слон · e1 белый король · g1 белый конь · h1 белая ладья | a8 чёрная ладья · b8 чёрный конь · c8 чёрный слон · d8 чёрный ферзь · e8 чёрный король · g8 чёрный конь · h8 чёрная ладья · a7 чёрная пешка · b7 чёрная пешка · e7 чёрная пешка · f7 чёрная пешка · g7 чёрный слон · h7 чёрная пешка · c6 чёрная пешка · d6 чёрная пешка · g6 чёрная пешка · c4 белый слон · d4 белая пешка · e4 белая пешка · c3 белый конь · f3 белый ферзь · a2 белая пешка · b2 белая пешка · c2 белая пешка · f2 белая пешка · g2 белая пешка · h2 белая пешка · a1 белая ладья · c1 белый слон · e1 белый король · g1 белый конь · h1 белая ладья | a8 чёрная ладья · b8 чёрный конь · c8 чёрный слон · d8 чёрный ферзь · e8 чёрный король · g8 чёрный конь · h8 чёрная ладья · a7 чёрная пешка · b7 чёрная пешка · e7 чёрная пешка · f7 чёрная пешка · g7 чёрный слон · h7 чёрная пешка · c6 чёрная пешка · d6 чёрная пешка · g6 чёрная пешка · c4 белый слон · d4 белая пешка · e4 белая пешка · c3 белый конь · f3 белый ферзь · a2 белая пешка · b2 белая пешка · c2 белая пешка · f2 белая пешка · g2 белая пешка · h2 белая пешка · a1 белая ладья · c1 белый слон · e1 белый король · g1 белый конь · h1 белая ладья | a8 чёрная ладья · b8 чёрный конь · c8 чёрный слон · d8 чёрный ферзь · e8 чёрный король · g8 чёрный конь · h8 чёрная ладья · a7 чёрная пешка · b7 чёрная пешка · e7 чёрная пешка · f7 чёрная пешка · g7 чёрный слон · h7 чёрная пешка · c6 чёрная пешка · d6 чёрная пешка · g6 чёрная пешка · c4 белый слон · d4 белая пешка · e4 белая пешка · c3 белый конь · f3 белый ферзь · a2 белая пешка · b2 белая пешка · c2 белая пешка · f2 белая пешка · g2 белая пешка · h2 белая пешка · a1 белая ладья · c1 белый слон · e1 белый король · g1 белый конь · h1 белая ладья | a8 чёрная ладья · b8 чёрный конь · c8 чёрный слон · d8 чёрный ферзь · e8 чёрный король · g8 чёрный конь · h8 чёрная ладья · a7 чёрная пешка · b7 чёрная пешка · e7 чёрная пешка · f7 чёрная пешка · g7 чёрный слон · h7 чёрная пешка · c6 чёрная пешка · d6 чёрная пешка · g6 чёрная пешка · c4 белый слон · d4 белая пешка · e4 белая пешка · c3 белый конь · f3 белый ферзь · a2 белая пешка · b2 белая пешка · c2 белая пешка · f2 белая пешка · g2 белая пешка · h2 белая пешка · a1 белая ладья · c1 белый слон · e1 белый король · g1 белый конь · h1 белая ладья | 8 |
| 7 | a8 чёрная ладья · b8 чёрный конь · c8 чёрный слон · d8 чёрный ферзь · e8 чёрный король · g8 чёрный конь · h8 чёрная ладья · a7 чёрная пешка · b7 чёрная пешка · e7 чёрная пешка · f7 чёрная пешка · g7 чёрный слон · h7 чёрная пешка · c6 чёрная пешка · d6 чёрная пешка · g6 чёрная пешка · c4 белый слон · d4 белая пешка · e4 белая пешка · c3 белый конь · f3 белый ферзь · a2 белая пешка · b2 белая пешка · c2 белая пешка · f2 белая пешка · g2 белая пешка · h2 белая пешка · a1 белая ладья · c1 белый слон · e1 белый король · g1 белый конь · h1 белая ладья | a8 чёрная ладья · b8 чёрный конь · c8 чёрный слон · d8 чёрный ферзь · e8 чёрный король · g8 чёрный конь · h8 чёрная ладья · a7 чёрная пешка · b7 чёрная пешка · e7 чёрная пешка · f7 чёрная пешка · g7 чёрный слон · h7 чёрная пешка · c6 чёрная пешка · d6 чёрная пешка · g6 чёрная пешка · c4 белый слон · d4 белая пешка · e4 белая пешка · c3 белый конь · f3 белый ферзь · a2 белая пешка · b2 белая пешка · c2 белая пешка · f2 белая пешка · g2 белая пешка · h2 белая пешка · a1 белая ладья · c1 белый слон · e1 белый король · g1 белый конь · h1 белая ладья | a8 чёрная ладья · b8 чёрный конь · c8 чёрный слон · d8 чёрный ферзь · e8 чёрный король · g8 чёрный конь · h8 чёрная ладья · a7 чёрная пешка · b7 чёрная пешка · e7 чёрная пешка · f7 чёрная пешка · g7 чёрный слон · h7 чёрная пешка · c6 чёрная пешка · d6 чёрная пешка · g6 чёрная пешка · c4 белый слон · d4 белая пешка · e4 белая пешка · c3 белый конь · f3 белый ферзь · a2 белая пешка · b2 белая пешка · c2 белая пешка · f2 белая пешка · g2 белая пешка · h2 белая пешка · a1 белая ладья · c1 белый слон · e1 белый король · g1 белый конь · h1 белая ладья | a8 чёрная ладья · b8 чёрный конь · c8 чёрный слон · d8 чёрный ферзь · e8 чёрный король · g8 чёрный конь · h8 чёрная ладья · a7 чёрная пешка · b7 чёрная пешка · e7 чёрная пешка · f7 чёрная пешка · g7 чёрный слон · h7 чёрная пешка · c6 чёрная пешка · d6 чёрная пешка · g6 чёрная пешка · c4 белый слон · d4 белая пешка · e4 белая пешка · c3 белый конь · f3 белый ферзь · a2 белая пешка · b2 белая пешка · c2 белая пешка · f2 белая пешка · g2 белая пешка · h2 белая пешка · a1 белая ладья · c1 белый слон · e1 белый король · g1 белый конь · h1 белая ладья | a8 чёрная ладья · b8 чёрный конь · c8 чёрный слон · d8 чёрный ферзь · e8 чёрный король · g8 чёрный конь · h8 чёрная ладья · a7 чёрная пешка · b7 чёрная пешка · e7 чёрная пешка · f7 чёрная пешка · g7 чёрный слон · h7 чёрная пешка · c6 чёрная пешка · d6 чёрная пешка · g6 чёрная пешка · c4 белый слон · d4 белая пешка · e4 белая пешка · c3 белый конь · f3 белый ферзь · a2 белая пешка · b2 белая пешка · c2 белая пешка · f2 белая пешка · g2 белая пешка · h2 белая пешка · a1 белая ладья · c1 белый слон · e1 белый король · g1 белый конь · h1 белая ладья | a8 чёрная ладья · b8 чёрный конь · c8 чёрный слон · d8 чёрный ферзь · e8 чёрный король · g8 чёрный конь · h8 чёрная ладья · a7 чёрная пешка · b7 чёрная пешка · e7 чёрная пешка · f7 чёрная пешка · g7 чёрный слон · h7 чёрная пешка · c6 чёрная пешка · d6 чёрная пешка · g6 чёрная пешка · c4 белый слон · d4 белая пешка · e4 белая пешка · c3 белый конь · f3 белый ферзь · a2 белая пешка · b2 белая пешка · c2 белая пешка · f2 белая пешка · g2 белая пешка · h2 белая пешка · a1 белая ладья · c1 белый слон · e1 белый король · g1 белый конь · h1 белая ладья | a8 чёрная ладья · b8 чёрный конь · c8 чёрный слон · d8 чёрный ферзь · e8 чёрный король · g8 чёрный конь · h8 чёрная ладья · a7 чёрная пешка · b7 чёрная пешка · e7 чёрная пешка · f7 чёрная пешка · g7 чёрный слон · h7 чёрная пешка · c6 чёрная пешка · d6 чёрная пешка · g6 чёрная пешка · c4 белый слон · d4 белая пешка · e4 белая пешка · c3 белый конь · f3 белый ферзь · a2 белая пешка · b2 белая пешка · c2 белая пешка · f2 белая пешка · g2 белая пешка · h2 белая пешка · a1 белая ладья · c1 белый слон · e1 белый король · g1 белый конь · h1 белая ладья | a8 чёрная ладья · b8 чёрный конь · c8 чёрный слон · d8 чёрный ферзь · e8 чёрный король · g8 чёрный конь · h8 чёрная ладья · a7 чёрная пешка · b7 чёрная пешка · e7 чёрная пешка · f7 чёрная пешка · g7 чёрный слон · h7 чёрная пешка · c6 чёрная пешка · d6 чёрная пешка · g6 чёрная пешка · c4 белый слон · d4 белая пешка · e4 белая пешка · c3 белый конь · f3 белый ферзь · a2 белая пешка · b2 белая пешка · c2 белая пешка · f2 белая пешка · g2 белая пешка · h2 белая пешка · a1 белая ладья · c1 белый слон · e1 белый король · g1 белый конь · h1 белая ладья | 7 |
| 6 | a8 чёрная ладья · b8 чёрный конь · c8 чёрный слон · d8 чёрный ферзь · e8 чёрный король · g8 чёрный конь · h8 чёрная ладья · a7 чёрная пешка · b7 чёрная пешка · e7 чёрная пешка · f7 чёрная пешка · g7 чёрный слон · h7 чёрная пешка · c6 чёрная пешка · d6 чёрная пешка · g6 чёрная пешка · c4 белый слон · d4 белая пешка · e4 белая пешка · c3 белый конь · f3 белый ферзь · a2 белая пешка · b2 белая пешка · c2 белая пешка · f2 белая пешка · g2 белая пешка · h2 белая пешка · a1 белая ладья · c1 белый слон · e1 белый король · g1 белый конь · h1 белая ладья | a8 чёрная ладья · b8 чёрный конь · c8 чёрный слон · d8 чёрный ферзь · e8 чёрный король · g8 чёрный конь · h8 чёрная ладья · a7 чёрная пешка · b7 чёрная пешка · e7 чёрная пешка · f7 чёрная пешка · g7 чёрный слон · h7 чёрная пешка · c6 чёрная пешка · d6 чёрная пешка · g6 чёрная пешка · c4 белый слон · d4 белая пешка · e4 белая пешка · c3 белый конь · f3 белый ферзь · a2 белая пешка · b2 белая пешка · c2 белая пешка · f2 белая пешка · g2 белая пешка · h2 белая пешка · a1 белая ладья · c1 белый слон · e1 белый король · g1 белый конь · h1 белая ладья | a8 чёрная ладья · b8 чёрный конь · c8 чёрный слон · d8 чёрный ферзь · e8 чёрный король · g8 чёрный конь · h8 чёрная ладья · a7 чёрная пешка · b7 чёрная пешка · e7 чёрная пешка · f7 чёрная пешка · g7 чёрный слон · h7 чёрная пешка · c6 чёрная пешка · d6 чёрная пешка · g6 чёрная пешка · c4 белый слон · d4 белая пешка · e4 белая пешка · c3 белый конь · f3 белый ферзь · a2 белая пешка · b2 белая пешка · c2 белая пешка · f2 белая пешка · g2 белая пешка · h2 белая пешка · a1 белая ладья · c1 белый слон · e1 белый король · g1 белый конь · h1 белая ладья | a8 чёрная ладья · b8 чёрный конь · c8 чёрный слон · d8 чёрный ферзь · e8 чёрный король · g8 чёрный конь · h8 чёрная ладья · a7 чёрная пешка · b7 чёрная пешка · e7 чёрная пешка · f7 чёрная пешка · g7 чёрный слон · h7 чёрная пешка · c6 чёрная пешка · d6 чёрная пешка · g6 чёрная пешка · c4 белый слон · d4 белая пешка · e4 белая пешка · c3 белый конь · f3 белый ферзь · a2 белая пешка · b2 белая пешка · c2 белая пешка · f2 белая пешка · g2 белая пешка · h2 белая пешка · a1 белая ладья · c1 белый слон · e1 белый король · g1 белый конь · h1 белая ладья | a8 чёрная ладья · b8 чёрный конь · c8 чёрный слон · d8 чёрный ферзь · e8 чёрный король · g8 чёрный конь · h8 чёрная ладья · a7 чёрная пешка · b7 чёрная пешка · e7 чёрная пешка · f7 чёрная пешка · g7 чёрный слон · h7 чёрная пешка · c6 чёрная пешка · d6 чёрная пешка · g6 чёрная пешка · c4 белый слон · d4 белая пешка · e4 белая пешка · c3 белый конь · f3 белый ферзь · a2 белая пешка · b2 белая пешка · c2 белая пешка · f2 белая пешка · g2 белая пешка · h2 белая пешка · a1 белая ладья · c1 белый слон · e1 белый король · g1 белый конь · h1 белая ладья | a8 чёрная ладья · b8 чёрный конь · c8 чёрный слон · d8 чёрный ферзь · e8 чёрный король · g8 чёрный конь · h8 чёрная ладья · a7 чёрная пешка · b7 чёрная пешка · e7 чёрная пешка · f7 чёрная пешка · g7 чёрный слон · h7 чёрная пешка · c6 чёрная пешка · d6 чёрная пешка · g6 чёрная пешка · c4 белый слон · d4 белая пешка · e4 белая пешка · c3 белый конь · f3 белый ферзь · a2 белая пешка · b2 белая пешка · c2 белая пешка · f2 белая пешка · g2 белая пешка · h2 белая пешка · a1 белая ладья · c1 белый слон · e1 белый король · g1 белый конь · h1 белая ладья | a8 чёрная ладья · b8 чёрный конь · c8 чёрный слон · d8 чёрный ферзь · e8 чёрный король · g8 чёрный конь · h8 чёрная ладья · a7 чёрная пешка · b7 чёрная пешка · e7 чёрная пешка · f7 чёрная пешка · g7 чёрный слон · h7 чёрная пешка · c6 чёрная пешка · d6 чёрная пешка · g6 чёрная пешка · c4 белый слон · d4 белая пешка · e4 белая пешка · c3 белый конь · f3 белый ферзь · a2 белая пешка · b2 белая пешка · c2 белая пешка · f2 белая пешка · g2 белая пешка · h2 белая пешка · a1 белая ладья · c1 белый слон · e1 белый король · g1 белый конь · h1 белая ладья | a8 чёрная ладья · b8 чёрный конь · c8 чёрный слон · d8 чёрный ферзь · e8 чёрный король · g8 чёрный конь · h8 чёрная ладья · a7 чёрная пешка · b7 чёрная пешка · e7 чёрная пешка · f7 чёрная пешка · g7 чёрный слон · h7 чёрная пешка · c6 чёрная пешка · d6 чёрная пешка · g6 чёрная пешка · c4 белый слон · d4 белая пешка · e4 белая пешка · c3 белый конь · f3 белый ферзь · a2 белая пешка · b2 белая пешка · c2 белая пешка · f2 белая пешка · g2 белая пешка · h2 белая пешка · a1 белая ладья · c1 белый слон · e1 белый король · g1 белый конь · h1 белая ладья | 6 |
| 5 | a8 чёрная ладья · b8 чёрный конь · c8 чёрный слон · d8 чёрный ферзь · e8 чёрный король · g8 чёрный конь · h8 чёрная ладья · a7 чёрная пешка · b7 чёрная пешка · e7 чёрная пешка · f7 чёрная пешка · g7 чёрный слон · h7 чёрная пешка · c6 чёрная пешка · d6 чёрная пешка · g6 чёрная пешка · c4 белый слон · d4 белая пешка · e4 белая пешка · c3 белый конь · f3 белый ферзь · a2 белая пешка · b2 белая пешка · c2 белая пешка · f2 белая пешка · g2 белая пешка · h2 белая пешка · a1 белая ладья · c1 белый слон · e1 белый король · g1 белый конь · h1 белая ладья | a8 чёрная ладья · b8 чёрный конь · c8 чёрный слон · d8 чёрный ферзь · e8 чёрный король · g8 чёрный конь · h8 чёрная ладья · a7 чёрная пешка · b7 чёрная пешка · e7 чёрная пешка · f7 чёрная пешка · g7 чёрный слон · h7 чёрная пешка · c6 чёрная пешка · d6 чёрная пешка · g6 чёрная пешка · c4 белый слон · d4 белая пешка · e4 белая пешка · c3 белый конь · f3 белый ферзь · a2 белая пешка · b2 белая пешка · c2 белая пешка · f2 белая пешка · g2 белая пешка · h2 белая пешка · a1 белая ладья · c1 белый слон · e1 белый король · g1 белый конь · h1 белая ладья | a8 чёрная ладья · b8 чёрный конь · c8 чёрный слон · d8 чёрный ферзь · e8 чёрный король · g8 чёрный конь · h8 чёрная ладья · a7 чёрная пешка · b7 чёрная пешка · e7 чёрная пешка · f7 чёрная пешка · g7 чёрный слон · h7 чёрная пешка · c6 чёрная пешка · d6 чёрная пешка · g6 чёрная пешка · c4 белый слон · d4 белая пешка · e4 белая пешка · c3 белый конь · f3 белый ферзь · a2 белая пешка · b2 белая пешка · c2 белая пешка · f2 белая пешка · g2 белая пешка · h2 белая пешка · a1 белая ладья · c1 белый слон · e1 белый король · g1 белый конь · h1 белая ладья | a8 чёрная ладья · b8 чёрный конь · c8 чёрный слон · d8 чёрный ферзь · e8 чёрный король · g8 чёрный конь · h8 чёрная ладья · a7 чёрная пешка · b7 чёрная пешка · e7 чёрная пешка · f7 чёрная пешка · g7 чёрный слон · h7 чёрная пешка · c6 чёрная пешка · d6 чёрная пешка · g6 чёрная пешка · c4 белый слон · d4 белая пешка · e4 белая пешка · c3 белый конь · f3 белый ферзь · a2 белая пешка · b2 белая пешка · c2 белая пешка · f2 белая пешка · g2 белая пешка · h2 белая пешка · a1 белая ладья · c1 белый слон · e1 белый король · g1 белый конь · h1 белая ладья | a8 чёрная ладья · b8 чёрный конь · c8 чёрный слон · d8 чёрный ферзь · e8 чёрный король · g8 чёрный конь · h8 чёрная ладья · a7 чёрная пешка · b7 чёрная пешка · e7 чёрная пешка · f7 чёрная пешка · g7 чёрный слон · h7 чёрная пешка · c6 чёрная пешка · d6 чёрная пешка · g6 чёрная пешка · c4 белый слон · d4 белая пешка · e4 белая пешка · c3 белый конь · f3 белый ферзь · a2 белая пешка · b2 белая пешка · c2 белая пешка · f2 белая пешка · g2 белая пешка · h2 белая пешка · a1 белая ладья · c1 белый слон · e1 белый король · g1 белый конь · h1 белая ладья | a8 чёрная ладья · b8 чёрный конь · c8 чёрный слон · d8 чёрный ферзь · e8 чёрный король · g8 чёрный конь · h8 чёрная ладья · a7 чёрная пешка · b7 чёрная пешка · e7 чёрная пешка · f7 чёрная пешка · g7 чёрный слон · h7 чёрная пешка · c6 чёрная пешка · d6 чёрная пешка · g6 чёрная пешка · c4 белый слон · d4 белая пешка · e4 белая пешка · c3 белый конь · f3 белый ферзь · a2 белая пешка · b2 белая пешка · c2 белая пешка · f2 белая пешка · g2 белая пешка · h2 белая пешка · a1 белая ладья · c1 белый слон · e1 белый король · g1 белый конь · h1 белая ладья | a8 чёрная ладья · b8 чёрный конь · c8 чёрный слон · d8 чёрный ферзь · e8 чёрный король · g8 чёрный конь · h8 чёрная ладья · a7 чёрная пешка · b7 чёрная пешка · e7 чёрная пешка · f7 чёрная пешка · g7 чёрный слон · h7 чёрная пешка · c6 чёрная пешка · d6 чёрная пешка · g6 чёрная пешка · c4 белый слон · d4 белая пешка · e4 белая пешка · c3 белый конь · f3 белый ферзь · a2 белая пешка · b2 белая пешка · c2 белая пешка · f2 белая пешка · g2 белая пешка · h2 белая пешка · a1 белая ладья · c1 белый слон · e1 белый король · g1 белый конь · h1 белая ладья | a8 чёрная ладья · b8 чёрный конь · c8 чёрный слон · d8 чёрный ферзь · e8 чёрный король · g8 чёрный конь · h8 чёрная ладья · a7 чёрная пешка · b7 чёрная пешка · e7 чёрная пешка · f7 чёрная пешка · g7 чёрный слон · h7 чёрная пешка · c6 чёрная пешка · d6 чёрная пешка · g6 чёрная пешка · c4 белый слон · d4 белая пешка · e4 белая пешка · c3 белый конь · f3 белый ферзь · a2 белая пешка · b2 белая пешка · c2 белая пешка · f2 белая пешка · g2 белая пешка · h2 белая пешка · a1 белая ладья · c1 белый слон · e1 белый король · g1 белый конь · h1 белая ладья | 5 |
| 4 | a8 чёрная ладья · b8 чёрный конь · c8 чёрный слон · d8 чёрный ферзь · e8 чёрный король · g8 чёрный конь · h8 чёрная ладья · a7 чёрная пешка · b7 чёрная пешка · e7 чёрная пешка · f7 чёрная пешка · g7 чёрный слон · h7 чёрная пешка · c6 чёрная пешка · d6 чёрная пешка · g6 чёрная пешка · c4 белый слон · d4 белая пешка · e4 белая пешка · c3 белый конь · f3 белый ферзь · a2 белая пешка · b2 белая пешка · c2 белая пешка · f2 белая пешка · g2 белая пешка · h2 белая пешка · a1 белая ладья · c1 белый слон · e1 белый король · g1 белый конь · h1 белая ладья | a8 чёрная ладья · b8 чёрный конь · c8 чёрный слон · d8 чёрный ферзь · e8 чёрный король · g8 чёрный конь · h8 чёрная ладья · a7 чёрная пешка · b7 чёрная пешка · e7 чёрная пешка · f7 чёрная пешка · g7 чёрный слон · h7 чёрная пешка · c6 чёрная пешка · d6 чёрная пешка · g6 чёрная пешка · c4 белый слон · d4 белая пешка · e4 белая пешка · c3 белый конь · f3 белый ферзь · a2 белая пешка · b2 белая пешка · c2 белая пешка · f2 белая пешка · g2 белая пешка · h2 белая пешка · a1 белая ладья · c1 белый слон · e1 белый король · g1 белый конь · h1 белая ладья | a8 чёрная ладья · b8 чёрный конь · c8 чёрный слон · d8 чёрный ферзь · e8 чёрный король · g8 чёрный конь · h8 чёрная ладья · a7 чёрная пешка · b7 чёрная пешка · e7 чёрная пешка · f7 чёрная пешка · g7 чёрный слон · h7 чёрная пешка · c6 чёрная пешка · d6 чёрная пешка · g6 чёрная пешка · c4 белый слон · d4 белая пешка · e4 белая пешка · c3 белый конь · f3 белый ферзь · a2 белая пешка · b2 белая пешка · c2 белая пешка · f2 белая пешка · g2 белая пешка · h2 белая пешка · a1 белая ладья · c1 белый слон · e1 белый король · g1 белый конь · h1 белая ладья | a8 чёрная ладья · b8 чёрный конь · c8 чёрный слон · d8 чёрный ферзь · e8 чёрный король · g8 чёрный конь · h8 чёрная ладья · a7 чёрная пешка · b7 чёрная пешка · e7 чёрная пешка · f7 чёрная пешка · g7 чёрный слон · h7 чёрная пешка · c6 чёрная пешка · d6 чёрная пешка · g6 чёрная пешка · c4 белый слон · d4 белая пешка · e4 белая пешка · c3 белый конь · f3 белый ферзь · a2 белая пешка · b2 белая пешка · c2 белая пешка · f2 белая пешка · g2 белая пешка · h2 белая пешка · a1 белая ладья · c1 белый слон · e1 белый король · g1 белый конь · h1 белая ладья | a8 чёрная ладья · b8 чёрный конь · c8 чёрный слон · d8 чёрный ферзь · e8 чёрный король · g8 чёрный конь · h8 чёрная ладья · a7 чёрная пешка · b7 чёрная пешка · e7 чёрная пешка · f7 чёрная пешка · g7 чёрный слон · h7 чёрная пешка · c6 чёрная пешка · d6 чёрная пешка · g6 чёрная пешка · c4 белый слон · d4 белая пешка · e4 белая пешка · c3 белый конь · f3 белый ферзь · a2 белая пешка · b2 белая пешка · c2 белая пешка · f2 белая пешка · g2 белая пешка · h2 белая пешка · a1 белая ладья · c1 белый слон · e1 белый король · g1 белый конь · h1 белая ладья | a8 чёрная ладья · b8 чёрный конь · c8 чёрный слон · d8 чёрный ферзь · e8 чёрный король · g8 чёрный конь · h8 чёрная ладья · a7 чёрная пешка · b7 чёрная пешка · e7 чёрная пешка · f7 чёрная пешка · g7 чёрный слон · h7 чёрная пешка · c6 чёрная пешка · d6 чёрная пешка · g6 чёрная пешка · c4 белый слон · d4 белая пешка · e4 белая пешка · c3 белый конь · f3 белый ферзь · a2 белая пешка · b2 белая пешка · c2 белая пешка · f2 белая пешка · g2 белая пешка · h2 белая пешка · a1 белая ладья · c1 белый слон · e1 белый король · g1 белый конь · h1 белая ладья | a8 чёрная ладья · b8 чёрный конь · c8 чёрный слон · d8 чёрный ферзь · e8 чёрный король · g8 чёрный конь · h8 чёрная ладья · a7 чёрная пешка · b7 чёрная пешка · e7 чёрная пешка · f7 чёрная пешка · g7 чёрный слон · h7 чёрная пешка · c6 чёрная пешка · d6 чёрная пешка · g6 чёрная пешка · c4 белый слон · d4 белая пешка · e4 белая пешка · c3 белый конь · f3 белый ферзь · a2 белая пешка · b2 белая пешка · c2 белая пешка · f2 белая пешка · g2 белая пешка · h2 белая пешка · a1 белая ладья · c1 белый слон · e1 белый король · g1 белый конь · h1 белая ладья | a8 чёрная ладья · b8 чёрный конь · c8 чёрный слон · d8 чёрный ферзь · e8 чёрный король · g8 чёрный конь · h8 чёрная ладья · a7 чёрная пешка · b7 чёрная пешка · e7 чёрная пешка · f7 чёрная пешка · g7 чёрный слон · h7 чёрная пешка · c6 чёрная пешка · d6 чёрная пешка · g6 чёрная пешка · c4 белый слон · d4 белая пешка · e4 белая пешка · c3 белый конь · f3 белый ферзь · a2 белая пешка · b2 белая пешка · c2 белая пешка · f2 белая пешка · g2 белая пешка · h2 белая пешка · a1 белая ладья · c1 белый слон · e1 белый король · g1 белый конь · h1 белая ладья | 4 |
| 3 | a8 чёрная ладья · b8 чёрный конь · c8 чёрный слон · d8 чёрный ферзь · e8 чёрный король · g8 чёрный конь · h8 чёрная ладья · a7 чёрная пешка · b7 чёрная пешка · e7 чёрная пешка · f7 чёрная пешка · g7 чёрный слон · h7 чёрная пешка · c6 чёрная пешка · d6 чёрная пешка · g6 чёрная пешка · c4 белый слон · d4 белая пешка · e4 белая пешка · c3 белый конь · f3 белый ферзь · a2 белая пешка · b2 белая пешка · c2 белая пешка · f2 белая пешка · g2 белая пешка · h2 белая пешка · a1 белая ладья · c1 белый слон · e1 белый король · g1 белый конь · h1 белая ладья | a8 чёрная ладья · b8 чёрный конь · c8 чёрный слон · d8 чёрный ферзь · e8 чёрный король · g8 чёрный конь · h8 чёрная ладья · a7 чёрная пешка · b7 чёрная пешка · e7 чёрная пешка · f7 чёрная пешка · g7 чёрный слон · h7 чёрная пешка · c6 чёрная пешка · d6 чёрная пешка · g6 чёрная пешка · c4 белый слон · d4 белая пешка · e4 белая пешка · c3 белый конь · f3 белый ферзь · a2 белая пешка · b2 белая пешка · c2 белая пешка · f2 белая пешка · g2 белая пешка · h2 белая пешка · a1 белая ладья · c1 белый слон · e1 белый король · g1 белый конь · h1 белая ладья | a8 чёрная ладья · b8 чёрный конь · c8 чёрный слон · d8 чёрный ферзь · e8 чёрный король · g8 чёрный конь · h8 чёрная ладья · a7 чёрная пешка · b7 чёрная пешка · e7 чёрная пешка · f7 чёрная пешка · g7 чёрный слон · h7 чёрная пешка · c6 чёрная пешка · d6 чёрная пешка · g6 чёрная пешка · c4 белый слон · d4 белая пешка · e4 белая пешка · c3 белый конь · f3 белый ферзь · a2 белая пешка · b2 белая пешка · c2 белая пешка · f2 белая пешка · g2 белая пешка · h2 белая пешка · a1 белая ладья · c1 белый слон · e1 белый король · g1 белый конь · h1 белая ладья | a8 чёрная ладья · b8 чёрный конь · c8 чёрный слон · d8 чёрный ферзь · e8 чёрный король · g8 чёрный конь · h8 чёрная ладья · a7 чёрная пешка · b7 чёрная пешка · e7 чёрная пешка · f7 чёрная пешка · g7 чёрный слон · h7 чёрная пешка · c6 чёрная пешка · d6 чёрная пешка · g6 чёрная пешка · c4 белый слон · d4 белая пешка · e4 белая пешка · c3 белый конь · f3 белый ферзь · a2 белая пешка · b2 белая пешка · c2 белая пешка · f2 белая пешка · g2 белая пешка · h2 белая пешка · a1 белая ладья · c1 белый слон · e1 белый король · g1 белый конь · h1 белая ладья | a8 чёрная ладья · b8 чёрный конь · c8 чёрный слон · d8 чёрный ферзь · e8 чёрный король · g8 чёрный конь · h8 чёрная ладья · a7 чёрная пешка · b7 чёрная пешка · e7 чёрная пешка · f7 чёрная пешка · g7 чёрный слон · h7 чёрная пешка · c6 чёрная пешка · d6 чёрная пешка · g6 чёрная пешка · c4 белый слон · d4 белая пешка · e4 белая пешка · c3 белый конь · f3 белый ферзь · a2 белая пешка · b2 белая пешка · c2 белая пешка · f2 белая пешка · g2 белая пешка · h2 белая пешка · a1 белая ладья · c1 белый слон · e1 белый король · g1 белый конь · h1 белая ладья | a8 чёрная ладья · b8 чёрный конь · c8 чёрный слон · d8 чёрный ферзь · e8 чёрный король · g8 чёрный конь · h8 чёрная ладья · a7 чёрная пешка · b7 чёрная пешка · e7 чёрная пешка · f7 чёрная пешка · g7 чёрный слон · h7 чёрная пешка · c6 чёрная пешка · d6 чёрная пешка · g6 чёрная пешка · c4 белый слон · d4 белая пешка · e4 белая пешка · c3 белый конь · f3 белый ферзь · a2 белая пешка · b2 белая пешка · c2 белая пешка · f2 белая пешка · g2 белая пешка · h2 белая пешка · a1 белая ладья · c1 белый слон · e1 белый король · g1 белый конь · h1 белая ладья | a8 чёрная ладья · b8 чёрный конь · c8 чёрный слон · d8 чёрный ферзь · e8 чёрный король · g8 чёрный конь · h8 чёрная ладья · a7 чёрная пешка · b7 чёрная пешка · e7 чёрная пешка · f7 чёрная пешка · g7 чёрный слон · h7 чёрная пешка · c6 чёрная пешка · d6 чёрная пешка · g6 чёрная пешка · c4 белый слон · d4 белая пешка · e4 белая пешка · c3 белый конь · f3 белый ферзь · a2 белая пешка · b2 белая пешка · c2 белая пешка · f2 белая пешка · g2 белая пешка · h2 белая пешка · a1 белая ладья · c1 белый слон · e1 белый король · g1 белый конь · h1 белая ладья | a8 чёрная ладья · b8 чёрный конь · c8 чёрный слон · d8 чёрный ферзь · e8 чёрный король · g8 чёрный конь · h8 чёрная ладья · a7 чёрная пешка · b7 чёрная пешка · e7 чёрная пешка · f7 чёрная пешка · g7 чёрный слон · h7 чёрная пешка · c6 чёрная пешка · d6 чёрная пешка · g6 чёрная пешка · c4 белый слон · d4 белая пешка · e4 белая пешка · c3 белый конь · f3 белый ферзь · a2 белая пешка · b2 белая пешка · c2 белая пешка · f2 белая пешка · g2 белая пешка · h2 белая пешка · a1 белая ладья · c1 белый слон · e1 белый король · g1 белый конь · h1 белая ладья | 3 |
| 2 | a8 чёрная ладья · b8 чёрный конь · c8 чёрный слон · d8 чёрный ферзь · e8 чёрный король · g8 чёрный конь · h8 чёрная ладья · a7 чёрная пешка · b7 чёрная пешка · e7 чёрная пешка · f7 чёрная пешка · g7 чёрный слон · h7 чёрная пешка · c6 чёрная пешка · d6 чёрная пешка · g6 чёрная пешка · c4 белый слон · d4 белая пешка · e4 белая пешка · c3 белый конь · f3 белый ферзь · a2 белая пешка · b2 белая пешка · c2 белая пешка · f2 белая пешка · g2 белая пешка · h2 белая пешка · a1 белая ладья · c1 белый слон · e1 белый король · g1 белый конь · h1 белая ладья | a8 чёрная ладья · b8 чёрный конь · c8 чёрный слон · d8 чёрный ферзь · e8 чёрный король · g8 чёрный конь · h8 чёрная ладья · a7 чёрная пешка · b7 чёрная пешка · e7 чёрная пешка · f7 чёрная пешка · g7 чёрный слон · h7 чёрная пешка · c6 чёрная пешка · d6 чёрная пешка · g6 чёрная пешка · c4 белый слон · d4 белая пешка · e4 белая пешка · c3 белый конь · f3 белый ферзь · a2 белая пешка · b2 белая пешка · c2 белая пешка · f2 белая пешка · g2 белая пешка · h2 белая пешка · a1 белая ладья · c1 белый слон · e1 белый король · g1 белый конь · h1 белая ладья | a8 чёрная ладья · b8 чёрный конь · c8 чёрный слон · d8 чёрный ферзь · e8 чёрный король · g8 чёрный конь · h8 чёрная ладья · a7 чёрная пешка · b7 чёрная пешка · e7 чёрная пешка · f7 чёрная пешка · g7 чёрный слон · h7 чёрная пешка · c6 чёрная пешка · d6 чёрная пешка · g6 чёрная пешка · c4 белый слон · d4 белая пешка · e4 белая пешка · c3 белый конь · f3 белый ферзь · a2 белая пешка · b2 белая пешка · c2 белая пешка · f2 белая пешка · g2 белая пешка · h2 белая пешка · a1 белая ладья · c1 белый слон · e1 белый король · g1 белый конь · h1 белая ладья | a8 чёрная ладья · b8 чёрный конь · c8 чёрный слон · d8 чёрный ферзь · e8 чёрный король · g8 чёрный конь · h8 чёрная ладья · a7 чёрная пешка · b7 чёрная пешка · e7 чёрная пешка · f7 чёрная пешка · g7 чёрный слон · h7 чёрная пешка · c6 чёрная пешка · d6 чёрная пешка · g6 чёрная пешка · c4 белый слон · d4 белая пешка · e4 белая пешка · c3 белый конь · f3 белый ферзь · a2 белая пешка · b2 белая пешка · c2 белая пешка · f2 белая пешка · g2 белая пешка · h2 белая пешка · a1 белая ладья · c1 белый слон · e1 белый король · g1 белый конь · h1 белая ладья | a8 чёрная ладья · b8 чёрный конь · c8 чёрный слон · d8 чёрный ферзь · e8 чёрный король · g8 чёрный конь · h8 чёрная ладья · a7 чёрная пешка · b7 чёрная пешка · e7 чёрная пешка · f7 чёрная пешка · g7 чёрный слон · h7 чёрная пешка · c6 чёрная пешка · d6 чёрная пешка · g6 чёрная пешка · c4 белый слон · d4 белая пешка · e4 белая пешка · c3 белый конь · f3 белый ферзь · a2 белая пешка · b2 белая пешка · c2 белая пешка · f2 белая пешка · g2 белая пешка · h2 белая пешка · a1 белая ладья · c1 белый слон · e1 белый король · g1 белый конь · h1 белая ладья | a8 чёрная ладья · b8 чёрный конь · c8 чёрный слон · d8 чёрный ферзь · e8 чёрный король · g8 чёрный конь · h8 чёрная ладья · a7 чёрная пешка · b7 чёрная пешка · e7 чёрная пешка · f7 чёрная пешка · g7 чёрный слон · h7 чёрная пешка · c6 чёрная пешка · d6 чёрная пешка · g6 чёрная пешка · c4 белый слон · d4 белая пешка · e4 белая пешка · c3 белый конь · f3 белый ферзь · a2 белая пешка · b2 белая пешка · c2 белая пешка · f2 белая пешка · g2 белая пешка · h2 белая пешка · a1 белая ладья · c1 белый слон · e1 белый король · g1 белый конь · h1 белая ладья | a8 чёрная ладья · b8 чёрный конь · c8 чёрный слон · d8 чёрный ферзь · e8 чёрный король · g8 чёрный конь · h8 чёрная ладья · a7 чёрная пешка · b7 чёрная пешка · e7 чёрная пешка · f7 чёрная пешка · g7 чёрный слон · h7 чёрная пешка · c6 чёрная пешка · d6 чёрная пешка · g6 чёрная пешка · c4 белый слон · d4 белая пешка · e4 белая пешка · c3 белый конь · f3 белый ферзь · a2 белая пешка · b2 белая пешка · c2 белая пешка · f2 белая пешка · g2 белая пешка · h2 белая пешка · a1 белая ладья · c1 белый слон · e1 белый король · g1 белый конь · h1 белая ладья | a8 чёрная ладья · b8 чёрный конь · c8 чёрный слон · d8 чёрный ферзь · e8 чёрный король · g8 чёрный конь · h8 чёрная ладья · a7 чёрная пешка · b7 чёрная пешка · e7 чёрная пешка · f7 чёрная пешка · g7 чёрный слон · h7 чёрная пешка · c6 чёрная пешка · d6 чёрная пешка · g6 чёрная пешка · c4 белый слон · d4 белая пешка · e4 белая пешка · c3 белый конь · f3 белый ферзь · a2 белая пешка · b2 белая пешка · c2 белая пешка · f2 белая пешка · g2 белая пешка · h2 белая пешка · a1 белая ладья · c1 белый слон · e1 белый король · g1 белый конь · h1 белая ладья | 2 |
| 1 | a8 чёрная ладья · b8 чёрный конь · c8 чёрный слон · d8 чёрный ферзь · e8 чёрный король · g8 чёрный конь · h8 чёрная ладья · a7 чёрная пешка · b7 чёрная пешка · e7 чёрная пешка · f7 чёрная пешка · g7 чёрный слон · h7 чёрная пешка · c6 чёрная пешка · d6 чёрная пешка · g6 чёрная пешка · c4 белый слон · d4 белая пешка · e4 белая пешка · c3 белый конь · f3 белый ферзь · a2 белая пешка · b2 белая пешка · c2 белая пешка · f2 белая пешка · g2 белая пешка · h2 белая пешка · a1 белая ладья · c1 белый слон · e1 белый король · g1 белый конь · h1 белая ладья | a8 чёрная ладья · b8 чёрный конь · c8 чёрный слон · d8 чёрный ферзь · e8 чёрный король · g8 чёрный конь · h8 чёрная ладья · a7 чёрная пешка · b7 чёрная пешка · e7 чёрная пешка · f7 чёрная пешка · g7 чёрный слон · h7 чёрная пешка · c6 чёрная пешка · d6 чёрная пешка · g6 чёрная пешка · c4 белый слон · d4 белая пешка · e4 белая пешка · c3 белый конь · f3 белый ферзь · a2 белая пешка · b2 белая пешка · c2 белая пешка · f2 белая пешка · g2 белая пешка · h2 белая пешка · a1 белая ладья · c1 белый слон · e1 белый король · g1 белый конь · h1 белая ладья | a8 чёрная ладья · b8 чёрный конь · c8 чёрный слон · d8 чёрный ферзь · e8 чёрный король · g8 чёрный конь · h8 чёрная ладья · a7 чёрная пешка · b7 чёрная пешка · e7 чёрная пешка · f7 чёрная пешка · g7 чёрный слон · h7 чёрная пешка · c6 чёрная пешка · d6 чёрная пешка · g6 чёрная пешка · c4 белый слон · d4 белая пешка · e4 белая пешка · c3 белый конь · f3 белый ферзь · a2 белая пешка · b2 белая пешка · c2 белая пешка · f2 белая пешка · g2 белая пешка · h2 белая пешка · a1 белая ладья · c1 белый слон · e1 белый король · g1 белый конь · h1 белая ладья | a8 чёрная ладья · b8 чёрный конь · c8 чёрный слон · d8 чёрный ферзь · e8 чёрный король · g8 чёрный конь · h8 чёрная ладья · a7 чёрная пешка · b7 чёрная пешка · e7 чёрная пешка · f7 чёрная пешка · g7 чёрный слон · h7 чёрная пешка · c6 чёрная пешка · d6 чёрная пешка · g6 чёрная пешка · c4 белый слон · d4 белая пешка · e4 белая пешка · c3 белый конь · f3 белый ферзь · a2 белая пешка · b2 белая пешка · c2 белая пешка · f2 белая пешка · g2 белая пешка · h2 белая пешка · a1 белая ладья · c1 белый слон · e1 белый король · g1 белый конь · h1 белая ладья | a8 чёрная ладья · b8 чёрный конь · c8 чёрный слон · d8 чёрный ферзь · e8 чёрный король · g8 чёрный конь · h8 чёрная ладья · a7 чёрная пешка · b7 чёрная пешка · e7 чёрная пешка · f7 чёрная пешка · g7 чёрный слон · h7 чёрная пешка · c6 чёрная пешка · d6 чёрная пешка · g6 чёрная пешка · c4 белый слон · d4 белая пешка · e4 белая пешка · c3 белый конь · f3 белый ферзь · a2 белая пешка · b2 белая пешка · c2 белая пешка · f2 белая пешка · g2 белая пешка · h2 белая пешка · a1 белая ладья · c1 белый слон · e1 белый король · g1 белый конь · h1 белая ладья | a8 чёрная ладья · b8 чёрный конь · c8 чёрный слон · d8 чёрный ферзь · e8 чёрный король · g8 чёрный конь · h8 чёрная ладья · a7 чёрная пешка · b7 чёрная пешка · e7 чёрная пешка · f7 чёрная пешка · g7 чёрный слон · h7 чёрная пешка · c6 чёрная пешка · d6 чёрная пешка · g6 чёрная пешка · c4 белый слон · d4 белая пешка · e4 белая пешка · c3 белый конь · f3 белый ферзь · a2 белая пешка · b2 белая пешка · c2 белая пешка · f2 белая пешка · g2 белая пешка · h2 белая пешка · a1 белая ладья · c1 белый слон · e1 белый король · g1 белый конь · h1 белая ладья | a8 чёрная ладья · b8 чёрный конь · c8 чёрный слон · d8 чёрный ферзь · e8 чёрный король · g8 чёрный конь · h8 чёрная ладья · a7 чёрная пешка · b7 чёрная пешка · e7 чёрная пешка · f7 чёрная пешка · g7 чёрный слон · h7 чёрная пешка · c6 чёрная пешка · d6 чёрная пешка · g6 чёрная пешка · c4 белый слон · d4 белая пешка · e4 белая пешка · c3 белый конь · f3 белый ферзь · a2 белая пешка · b2 белая пешка · c2 белая пешка · f2 белая пешка · g2 белая пешка · h2 белая пешка · a1 белая ладья · c1 белый слон · e1 белый король · g1 белый конь · h1 белая ладья | a8 чёрная ладья · b8 чёрный конь · c8 чёрный слон · d8 чёрный ферзь · e8 чёрный король · g8 чёрный конь · h8 чёрная ладья · a7 чёрная пешка · b7 чёрная пешка · e7 чёрная пешка · f7 чёрная пешка · g7 чёрный слон · h7 чёрная пешка · c6 чёрная пешка · d6 чёрная пешка · g6 чёрная пешка · c4 белый слон · d4 белая пешка · e4 белая пешка · c3 белый конь · f3 белый ферзь · a2 белая пешка · b2 белая пешка · c2 белая пешка · f2 белая пешка · g2 белая пешка · h2 белая пешка · a1 белая ладья · c1 белый слон · e1 белый король · g1 белый конь · h1 белая ладья | 1 |
|   | a | b | c | d | e | f | g | h |   |

Гораздо более популярным и солидным подходом к современной защите является отсроченная задница обезьяны. Его использовали такие известные гроссмейстеры, как Джон Нанн, Сергей Рублевский и Юдит Полгар. Он отличается тем, что попытка создать угрозу «детского мата» с помощью Сc4 и Фf3 происходит только после того, как белые развили ферзевого коня. Типичная последовательность отложенной задницы обезьяны: 1.e4 g6 2.d4 Сg7 3. Кc3 c6 4. Сc4 d6 5. Фf3 (см. схему). Обычно белые рокируют на королевский фланг и предпринимают атаку посредством выпада пешки f2-f4.
Следующая зрелищная партия, вероятно, является самым известным успехом Monkey’s Bum Deferred и заставила шахматный мир отнестись к ней с уважением:
Юдит Полгар — Алексей Широв, Мемориал Доннера, Амстердам, 1995 г.
1.e4 g6 2.d4 Сg7 3. Кc3 c6 4. Сc4 d6 5. Фf3 e6 6. Кge2 b5 7. Bb3 a5 8.a3 Ba6 9.d5 cxd5 10.exd5 e5 11. Ne4 Qc7 12.c4 bxc4 13. Сa4+ Кd7 14. К2c3 Крe7 15. Кxd6 Фxd6 16. Кe4 Фxd5 17. Сg5+ Кdf6 18. Лd1 Фb7 19. Лd7+ Фxd7 20. Сxd7 h6 21. Фd1 1-0